# AFL - Division I 2022
La AFL Division I 2022 è la 36ª edizione del campionato di football americano di secondo livello, organizzato dalla AFBÖ.

## Squadre partecipanti
| Club                  | Città                    | Stadio | Sponsor ufficiale | Risultato nella stagione 2021 |
| --------------------- | ------------------------ | ------ | ----------------- | ----------------------------- |
| Amstetten Thunder     | Amstetten                |        | Ultimate          |                               |
| Carinthian Lions      | Klagenfurt am Wörthersee |        |                   |                               |
| Cineplexx Blue Devils | Hohenems                 |        |                   |                               |
| Danube Dragons 2      | Vienna                   |        |                   |                               |
| Fehérvár Enthroners   | Székesfehérvár           |        |                   |                               |
| Sankt Pölten Invaders | Sankt Pölten             |        |                   |                               |
| Schwaz Hammers        | Schwaz                   |        |                   |                               |
| Styrian Bears         | Graz                     |        | GBG               |                               |
| Styrian Hurricanes    | Stallhofen               |        | Peicher - US cars |                               |
| Vienna Knights        | Vienna                   |        |                   |                               |

## Stagione regolare

### Calendario

#### 1ª giornata
| Graz 26 marzo 2022, ore 17:30 | Styrian Bears | 37 – 6 (9-0 21-0 0-6 7-0) referto | Schwaz Hammers | Verbandsplatz |

| Maria Enzersdorf 27 marzo 2022, ore 13:00 | Danube Dragons 2 | 0 – 61 (0-23 0-24 0-7 0-7) referto | Fehérvár Enthroners | BSFZ Südstadt |

| Hohenems 27 marzo 2022, ore 14:00 | Cineplexx Blue Devils | 28 – 20 (14-0 14-0 0-0 0-20) referto | Styrian Hurricanes | Stadion Herrenried |

| Ottakring 27 marzo 2022, ore 16:00 | Vienna Knights | 34 – 20 (0-0 20-0 8-14 6-6) referto | Amstetten Thunder | Redstarplatz |

#### 2ª giornata
| Amstetten 2 aprile 2022, ore 15:00 | Amstetten Thunder | 28 – 3 (7-3 7-0 7-0 7-0) referto | Sankt Pölten Invaders | Umdasch Stadion |

| Székesfehérvár 3 aprile 2022, ore 15:00 | Fehérvár Enthroners | 10 – 7 (3-0 0-0 7-0 0-7) referto | Vienna Knights | FIRST Field |

#### 3ª giornata
| Ottakring 9 aprile 2022, ore 15:00 | Vienna Knights | 52 – 0 (19-0 14-0 13-0 6-0) referto | Danube Dragons 2 | Redstarplatz |

| Klagenfurt am Wörthersee 9 aprile 2022, ore 15:00 | Carinthian Lions | 33 – 13 (0-0 20-0 7-7 6-6) referto | Cineplexx Blue Devils | Sportplatz Annabichl |

| St. Georgen am Steinfelde 9 aprile 2022, ore 16:00 | Sankt Pölten Invaders | 0 – 42 (0-7 0-14 0-7 0-14) referto | Fehérvár Enthroners | Invaders Field |

| Schwaz 10 aprile 2022, ore 14:00 | Schwaz Hammers | 12 – 17 (6-7 0-0 0-3 6-7) referto | Styrian Hurricanes | Silberstadt Arena |

#### 4ª giornata
| Schwaz 18 aprile 2022, ore 14:00 | Schwaz Hammers | 24 – 6 (14-0 3-0 0-6 7-0) referto | Carinthian Lions | Silberstadt Arena |

| Voitsberg 18 aprile 2022, ore 15:00 | Styrian Hurricanes | 14 – 34 (0-0 7-14 0-13 7-13) referto | Styrian Bears | Hans Blümel Stadion |

#### 5ª giornata
| Amstetten 23 aprile 2022, ore 15:00 | Amstetten Thunder | 41 – 0 (7-0 21-0 6-0 7-0) referto | Danube Dragons 2 | Umdasch Stadion |

| Voitsberg 23 aprile 2022, ore 15:00 | Styrian Hurricanes | 13 – 20 (0-0 3-6 3-14 7-0) referto | Carinthian Lions | Hans Blümel Stadion |

| St. Georgen am Steinfelde 23 aprile 2022, ore 16:00 | Sankt Pölten Invaders | 6 – 20 (0-14 6-0 0-0 0-6) referto | Vienna Knights | Invaders field |

| Graz 24 aprile 2022, ore 14:00 | Styrian Bears | 34 – 24 referto | Cineplexx Blue Devils | Verbandsplatz |

#### 6ª giornata
| Maria Enzersdorf 1º maggio 2022, ore 13:00 | Danube Dragons 2 | 6 – 35 (0-0 0-21 0-0 6-14) referto | Sankt Pölten Invaders | BSFZ Südstadt |

| Hohenems 1º maggio 2022, ore 14:00 | Cineplexx Blue Devils | 34 – 6 (7-0 0-0 20-0 7-6) referto | Schwaz Hammers | Stadion Herrenried |

| Székesfehérvár 1º maggio 2022, ore 16:00 | Fehérvár Enthroners | 41 – 3 (7-3 20-0 7-0 7-0) referto | Amstetten Thunder | FIRST Field |

| Klagenfurt am Wörthersee 1º maggio 2022, ore 16:00 | Carinthian Lions | 18 – 41 referto | Styrian Bears | Sportplatz Annabichl |

#### 7ª giornata
| Graz 13 maggio 2022, ore 19:00 | Styrian Bears | 48 – 7 referto | Styrian Hurricanes | Verbandsplatz |

| Maria Enzersdorf 15 maggio 2022, ore 13:00 | Danube Dragons 2 | 0 – 44 (0-7 0-16 0-7 0-14) referto | Vienna Knights | BSFZ Südstadt |

| Székesfehérvár 15 maggio 2022, ore 15:00 | Fehérvár Enthroners | 52 – 6 (24-6 14-0 7-0 7-0) referto | Sankt Pölten Invaders | FIRST Field |

| Schwaz 15 maggio 2022, ore 15:00 | Schwaz Hammers | 11 – 33 (3-12 0-0 8-14 0-7) referto | Cineplexx Blue Devils | Silberstadt Arena |

#### 8ª giornata
| Voitsberg 21 maggio 2022, ore 15:00 | Styrian Hurricanes | 7 – 24 (0-0 7-16 0-8 0-0) referto | Schwaz Hammers | Hans Blümel Stadion |

| St. Georgen am Steinfelde 21 maggio 2022, ore 16:00 | Sankt Pölten Invaders | 58 – 7 (7-7 14-0 22-0 15-0) referto | Danube Dragons 2 | Invaders field |

| Hohenems 22 maggio 2022, ore 14:00 | Cineplexx Blue Devils | 33 – 28 (0-3 7-0 13-6 13-19) referto | Carinthian Lions | Stadion Herrenried |

| Amstetten 22 maggio 2022, ore 15:00 | Amstetten Thunder | 9 – 20 (3-6 6-7 0-7 0-0) referto | Fehérvár Enthroners | Umdasch Stadion |

#### 9ª giornata
| Schwaz 4 giugno 2022, ore 18:00 | Schwaz Hammers | 7 – 16 referto | Styrian Bears | Silberstadt Arena |

| Maria Enzersdorf 5 giugno 2022, ore 13:00 | Danube Dragons 2 | 0 – 43 (0-16 0-7 0-13 0-7) referto | Amstetten Thunder | BSFZ Südstadt |

| Ottakring 6 giugno 2022, ore 15:00 | Vienna Knights | 12 – 29 referto | Sankt Pölten Invaders | Redstarplatz |

| Klagenfurt am Wörthersee 6 giugno 2022, ore 16:00 | Carinthian Lions | 45 – 0 (13-0 12-0 12-0 8-0) referto | Styrian Hurricanes | Sportplatz Annabichl |

#### 10ª giornata
| Voitsberg 18 giugno 2022, ore 15:00 | Styrian Hurricanes | 7 – 34 (0-14 0-14 0-6 7-0) referto | Cineplexx Blue Devils | Hans Blümel Stadion |

| Graz 18 giugno 2022, ore 17:30 | Styrian Bears | 30 – 22 (0-0 20-15 10-0 0-7) referto | Carinthian Lions | Verbandsplatz |

| Amstetten 18 giugno 2022, ore 18:00 | Amstetten Thunder | 42 – 0 (0-0 14-0 28-0 0-0) referto | Vienna Knights | Umdasch Stadion |

| Székesfehérvár 19 giugno 2022, ore 15:00 | Fehérvár Enthroners | 77 – 0 (35-0 21-0 7-0 14-0) referto | Danube Dragons 2 | FIRST Field |

#### 11ª giornata
| St. Georgen am Steinfelde 25 giugno 2022, ore 16:00 | Sankt Pölten Invaders | 35 – 23 (7-0 11-3 3-0 14-20) referto | Amstetten Thunder | Invaders field |

| Klagenfurt am Wörthersee 25 giugno , ore 16:00 | Carinthian Lions | 34 – 20 (7-0 3-6 24-14 0-0) referto | Schwaz Hammers | Sportplatz Annabichl |

| Hohenems 26 giugno 2022, ore 14:00 | Cineplexx Blue Devils | 35 – 10 (7-0 14-10 7-0 7-0) referto | Styrian Bears | Stadion Herrenried |

| Ottakring 26 giugno 2022, ore 15:00 | Vienna Knights | 13 – 49 (0-14 6-14 7-14 0-7) referto | Fehérvár Enthroners | Redstarplatz |

### Classifiche
Le classifiche della regular season sono le seguenti:
- PCT = percentuale di vittorie, G = partite giocate, V = partite vinte,  P = partite perse, PF = punti fatti, PS = punti subiti

#### Conference A
| Pos. | Squadra               | PCT   | G | V | N | P | PF  | PS  |
| ---- | --------------------- | ----- | - | - | - | - | --- | --- |
| 1    | Fehérvár Enthroners   | 1.000 | 8 | 8 | 0 | 0 | 352 | 38  |
| 2    | Amstetten Thunder     | .500  | 8 | 4 | 0 | 4 | 209 | 133 |
| 3    | Sankt Pölten Invaders | .500  | 8 | 4 | 0 | 4 | 172 | 190 |
| 4    | Vienna Knights        | .500  | 8 | 4 | 0 | 4 | 182 | 156 |
| 5    | Danube Dragons 2      | .000  | 8 | 0 | 0 | 8 | 13  | 411 |

#### Conference B
| Pos. | Squadra               | PCT  | G | V | N | P | PF  | PS  |
| ---- | --------------------- | ---- | - | - | - | - | --- | --- |
| 1    | Styrian Bears         | .875 | 8 | 7 | 0 | 1 | 250 | 133 |
| 2    | Cineplexx Blue Devils | .750 | 8 | 6 | 0 | 2 | 234 | 149 |
| 3    | Carinthian Lions      | .500 | 8 | 4 | 0 | 4 | 206 | 174 |
| 4    | Schwaz Hammers        | .250 | 8 | 2 | 0 | 6 | 110 | 184 |
| 5    | Styrian Hurricanes    | .125 | 8 | 1 | 0 | 7 | 85  | 245 |

## Playoff

### Tabellone
Le ultime classificate dei gironi si incontrano in un playout.
|  | Semifinali | Semifinali            | Semifinali |                   |    | XXIV Silver Bowl    | XXIV Silver Bowl | XXIV Silver Bowl |  |
|  |            |                       |            |                   |    |                     |                  |                  |  |
|  | 1A         | Fehérvár Enthroners   | 49         |                   |    |                     |                  |                  |  |
|  | 1A         | Fehérvár Enthroners   | 49         |                   |    |                     |                  |                  |  |
|  | 2B         | Cineplexx Blue Devils | 18         |                   |    |                     |                  |                  |  |
|  | 2B         | Cineplexx Blue Devils | 18         |                   | 1A | Fehérvár Enthroners | 42               |                  |  |
|  |            |                       |            |                   | 1A | Fehérvár Enthroners | 42               |                  |  |
|  |            |                       | 2A         | Amstetten Thunder | 7  |                     |                  |                  |  |
|  | 1B         | Styrian Bears         | 2A         | Amstetten Thunder | 7  | 24                  |                  |                  |  |
|  | 1B         | Styrian Bears         |            |                   |    |                     |                  |                  |  |
|  | 2A         | Amstetten Thunder     | 28         |                   |    |                     |                  |                  |  |

### Semifinali
| Graz 16 luglio 2022, ore 18:00 | Styrian Bears | 24 – 28 (7-7 7-7 3-0 7-14) referto | Amstetten Thunder | Verbandsplatz |

| Székesfehérvár 17 luglio 2022, ore 13:00 | Fehérvár Enthroners | 49 – 18 (13-0 15-6 14-6 7-6) referto | Cineplexx Blue Devils | FIRST Field |

### XXIV Silver Bowl
| Stockerau 31 luglio 2022, ore 16:00 | Fehérvár Enthroners | 42 – 7 | Amstetten Thunder | Stadion Alte Au |

## Verdetti
- /  Fehérvár Enthroners Vincitori dell'AFL Division I 2022